# Dosamantes
Dosamantes es un barrio de la localidad española de Barreda, en el municipio de Pesaguero, perteneciente a la comunidad autónoma de Cantabria.

## Historia
Hacia mediados del siglo XIX, el lugar era referido como un barrio o aldea de Barreda, ya perteneciente al municipio de Pesaguero. Aparece descrito en el cuarto volumen del Diccionario geográfico-estadístico-histórico de España y sus posesiones de Ultramar de Pascual Madoz, en la entrada correspondiente a Barreda, con las siguientes palabras:

se compone de 3 barrios ó ald., que son: el citado Barreda, Dosamantes y Obargo, con los que formaba el conc. de su nombre; en la actualidad corresponde al ayunt. de Paguero: [...] el 2.º se halla en la misma ladera al S. de Barreda, en punto mas bajo y no tan despejado, y cerca del camino que corre por el valle de Valdeprado [...] gozan de clima sano, sin que se conozcan comunmente otras enfermedades que dolores de costado y fiebres catarrales; cuentan 40 casas pobres, mal distribuidas, y por lo general aisladas, aunque formando grupos de pobl. sin órden ni regularidad. [...] la igl. parr. está sit. entre los tres barrios, dist. como medio cuarto de hora de cada uno de ellos; es edificio no muy ant., aunque de poca consideracion, habiendo sido construido á espensas de la casa del duque del Infantado; está dedicada á la Sta. Cruz cuya fiesta se celebra el dia 16 de julio; el curato es perpétuo y de libre presentacion del citado duque del Infantado. [...] en los 3 barrios hay fuentes para el consumo del vecindario, si bien ninguna es muy abundante.
(Madoz, 1846, p. 42)